# Tawrijski Uniwersytet Narodowy im. Władimira Wiernadskiego
Tawrijski Uniwersytet Narodowy im. Władimira Wiernadskiego (ukr. Таврійський національний університет імені В. І. Вернадського, ТНУ) – ukraińska szkoła wyższa w Symferopolu na Ukrainie, największy uniwersytet na Krymie. 
Kształcenie prowadzone jest w 35 specjalnościach na 16 fakultetach. Tawrijski Uniwersytet Narodowy jest następcą pierwszej instytucji szkolnictwa wyższego na Krymie – Uniwersytetu Tawrijskiego, założonego w 1918 roku z inicjatywy Solomona Kryma. W lutym 1921 został przemianowany na Uniwersytet Krymski im. Michaiła Frunzego. W 1925 roku na jego bazie powstał Krymski Państwowy Instytut Pedagogiczny. W lutym 1972 roku został przekształcony w Symferopolski Państwowy Uniwersytet im. Michaiła Frunzego. Jednym z pierwszym rektorów Uniwersytetu był ukraiński uczony, przyrodnik, założyciel geochemii i biogeochemii – akademik Władimir Wiernadski. W sierpniu 1999 przywrócona historyczna nazwa Tawrijski Uniwersytet Narodowy. 
W listopadzie 2015 roku Uniwersytet został ewakuowany z Symferopola do Kijowa, gdzie kontynuuje działalność edukacyjną w systemie szkolnictwa wyższego Ukrainy.